# Interstate 8

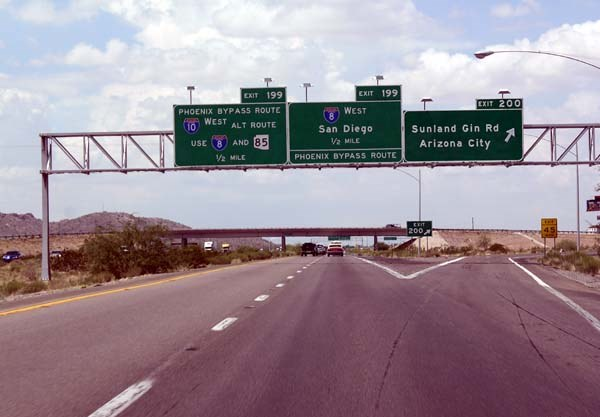
I-8 i närheten av påfarten till I-10

Interstate 8 eller I-8 är en väg, Interstate Highway, i sydvästra USA. Vägen som öppnades år 1964 och är 560 km lång går mellan städerna San Diego i Kalifornien och Casa Grande i Arizona.